# 佐洛塔里夫卡 (北顿涅茨克区)
佐洛塔里夫卡（烏克蘭語：Золотарівка），是烏克蘭東部卢汉斯克州北顿涅茨克区利西昌斯克市镇内的村落。始建於1900年，面積3.64平方公里，海拔高度175米，2001年人口631，人口密度每平方公里173.2人。